# 阿什利塔·福曼
阿什利塔·福曼（英語：Ashrita Furman，原名Keith Furman，1954年9月16日—）于美国纽约布鲁克林区出生，至2014年為止，他締造了551項的金氏世界紀錄，並且是超過200項世界紀錄的保持者。他在皇后區經營健康食品生意。
从1979年开始，他个人创造了超过300项吉尼斯世界纪录，而创造吉尼斯世界纪录第二多的人，目前只保持有20项。

## 記錄舉例
- 2001年，他用下巴頂起了75個一品脫啤酒杯，持續了10.6秒。
- 用武士刀連續凌空砍27個蘋果。
- 用111種語言朗誦同一首詩。
- 原地運球，一分鐘拍球330次。

## 影响
中华人民共和国人民教育出版社出版的普通高中课程标准实验教科书英语选修课本中，收录了一篇关于阿什利塔·福曼的传记性文章。